# NGC 2839
NGC 2839 ist eine elliptische Galaxie vom Hubble-Typ E-S0 im Sternbild Luchs am Nordsternhimmel. Sie ist schätzungsweise 366 Millionen Lichtjahre von der Milchstraße entfernt und hat einen Durchmesser von etwa 100.000 Lj.
Im selben Himmelsareal befinden sich die Galaxien NGC 2825, NGC 2829, NGC 2831, NGC 2834.
Das Objekt wurde am 13. März 1850 von George Johnstone Stoney, einem Mitarbeiter des Astronomen Lord Rosse, entdeckt.